# 중화인민공화국의 기업 목록

중국의 위치.

다음은 중화인민공화국의 기업 목록이다.
- 중국농업은행
- 중국국제항공
- 알리바바 그룹
- 바이두
- 중국은행
- 비야디 자동차
- 창안 자동차
- 체리 자동차
- 중국교통건설유한공사
- 중국건설은행
- 중국동방항공
- 중국이동통신
- 중국해양석유총공사
- 중국우정
- 중국남방항공
- 중국건축공정총공사
- 중국연합통신
- 둥펑 자동차
- 디이 자동차
- 페이유에
- 하이얼
- 하이난 항공
- 와하하 합작 회사
- 하이센스
- 하이실리콘
- 화웨이
- 화이브라더스
- 중국공상은행
- 랜드윈드
- 레노버
- 샤오훼이양
- 메이주
- 미니소
- 치후 360
- 상하이 자동차
- 선전 항공
- 쓰촨 항공
- 중국석유화공
- 쑤닝 그룹
- 썬텍 파워
- 중국전신
- 동인당
- 티피링크
- 칭다오 맥주
- 반케
- 텐센트
- 완다 그룹
- 샤오미
- 중롄중커

## 같이 보기
- 타이완의 기업 목록